# Allana Sikimeti
Pas d'image ? Cliquez ici

a Compétitions nationales et continentales officielles uniquement.

b Matchs officiels uniquement.
Dernière mise à jour le 5 mars 2025.
Allana Sikimeti, née le 2 juillet 2004 à Brisbane (Australie), est une joueuse internationale australienne de rugby à XV évoluant au poste de pilier. Licenciée aux Tuggeranong Vikings, elle joue en Super Rugby Women's avec la Western Force.

## Biographie
Née le 2 juillet 2004 à Brisbane en Australie,, Allana Sikimeti grandit au sein d'une famille de travailleurs : son père est souvent absent (il travaille en FIFO : « fly in fly out »), sa mère est auxiliaire de vie pour les personnes âgées. Elle débute la pratique du rugby à XV à l'âge de quinze ans. Licenciée au North Brisbane Rugby Club, elle est formée au sein du système fédéral du Queensland.
Alors qu'elle est frustrée de ne jamais se voir offrir sa chance en équipe première, elle est appelée par Scott Fava, entraineur des Brumbies. Il lui promet du temps de jeu avec son équipe. Ainsi, elle quitte le Queensland et le domicile familial pour Canberra afin de tenter sa chance avec les Brumbies. Elle y dispute sa première saison de Super Rugby Women's en 2024.
En avril 2024, elle est sélectionnée par Joanne Yapp pour disputer la Pacific Four Series avec l'Australie mais ne joue aucun match. Elle est encore appelée pour les tests de juillet face aux Fidji et aux Black Ferns. Le 6 juillet, elle fait ses débuts internationaux à Sydney contre les Fidjiennes (victoire 62-5). Blessée, elle n'est pas appelée dans le premier groupe de joueuses convoqués pour le WXV 2024. Cependant, elle fait son retour en cours de compétition et joue le match contre l'Afrique du Sud.
En janvier 2025, il est annoncé qu'elle rejoint la franchise de la Western Force pour la saison 2025 du Super Rugby Women's.

## Palmarès
- Vainqueur du WXV 2 en 2024.